# Crush (filme de 2013)
Crush (bra: Paixão Fatal ou Paixão Mortal) é um filme de suspense estadunidense lançado diretamente em vídeo em 2013 dirigido por Malik Bader e escrito por Sonny Mallhi. Estrelado por Lucas Till, Crystal Reed e Sarah Bolger, ele segue um popular estudante do ensino médio retratado por Till que se vê sendo perseguido.
O filme foi lançado em DVD e Blu-ray nos Estados Unidos em 9 de abril de 2013. Recebeu críticas mistas e gerou US$8.12 milhões em um orçamento de US$1.2 milhão.

## Enredo
O estudante do ensino médio Scott ganha popularidade entre seus colegas de classe por suas proezas no campo de futebol, que ele busca transformar em uma bolsa de estudos para atletas. Embora possua talento artístico, Scott continua se concentrando no futebol, mesmo depois que uma lesão na perna ameaça prejudicar seus dias de jogo. Sua melhor amiga Jules nutre sentimentos românticos por ele, mas Scott resiste aos avanços dela para evitar arruinar sua amizade. Também romanticamente interessada em Scott está Bess, uma estudante tímida que reconhece suas habilidades artísticas. A própria Bess se torna um interesse amoroso de seu colega de classe Jeffrey, embora ela não corresponda aos sentimentos dele ao desenvolver uma obsessão doentia por Scott.
Uma perseguidora desconhecido surge na vida de Scott, que começa a demonstrar um comportamento perturbadora. As ações do perseguidor tornam-se violentas quando a Sra. Brown, uma professora que flertava com Scott, é atacada e gravemente ferida, enquanto Jules quase é morta pela perseguidora durante uma festa. Scott suspeita que Bess é responsável, ciente de seus sentimentos por ele, mas reconhece que não pode provar que ela é sua perseguidora. Mais tarde, enquanto dirigia, Scott acidentalmente bate na colega de trabalho de Bess, Andie, e se oferece para levá-la para casa ao perceber que ela sofreu uma lesão na perna. No entanto, Andie nocauteia Scott quando ele entra em sua casa, revelando-se como a perseguidora, antes de prendê-lo em seu porão.
Scott tenta escapar depois que ele acorda, mas Andie agita sua lesão na perna. Depois que Andie mata seu chefe David quando ele chega em casa, Scott faz outra tentativa de fuga e consegue rastejar para fora do porão, apesar de sofrer mais ferimentos na perna. Bess visita a casa logo depois, onde ela descobre o corpo de Scott e David, levando Andie a atacá-la. Embora Andie tenha a vantagem, Jeffrey aparece para ajudar a dominá-la e Scott chuta Andie para o porão, nocauteando-a.
Incapaz de jogar futebol por causa de seus ferimentos, Scott começa a se candidatar a uma escola de arte enquanto inicia um relacionamento com Jules. Bess e Jeffrey também começam seu próprio relacionamento. Andie recebe a visita de seu advogado, o Sr. Graham, a quem ela admite que seus assassinatos começaram muito cedo e avisa que não permanecerá sob custódia por muito tempo.[carece de fontes?]

## Elenco
- Lucas Till como Scott
- Crystal Reed como Bess
- Sarah Bolger como Jules
- Caitriona Balfe como Andie
  - Ashleigh Craig como a jovem Andie
- Reid Ewing como Jeffrey
- Leigh Whannell como David
- Holt McCallany como Mike
- Derrick Kemp como Brock
- Camille Guaty como Sra. Brown
- Michael Landes como Sr. Graham
- Isaiah Mustafa como treinador Evans

Além disso, Meredith Salenger aparece como a mãe de Bess e Nikki SooHoo aparece como Maya. Cody Hamilton retrata o menino morto por Andie no início do filme.

## Recepção
Escrevendo para FEARnet, Scott Weinberg elogiou a atuação dos três protagonistas, mas criticou a "premissa fina como papel" e o roteiro do filme por serem derivados (apontando o trabalho anterior de Mallhi de 2011 The Roommate) e disse "Mesmo deixando de lado o plágio casual nos roteiros de Mallhi, não há nada aqui em termos de personagem, suspense, intensidade ou surpresas. É apenas alguém contando a mesma velha história com um personagem ligeiramente diferente. "
Ian Sedensky da Culture Crypt deu ao filme uma pontuação de 45/100 e disse: "O elenco jovem é atraente, a produção é bem montada e a reviravolta, por mais absurda que seja, pode ser genuinamente chocante e divertida para alguns. Mas isso é um filme sobre uma paixão. E comprar as pequenas motivações por trás dessa obsessão requer um nível de loucura reservado exclusivamente para os personagens deste filme."
John Strand, do Best-Horror-Movies, premiou o filme com 2.5/5 "Freakheads" (o sistema de classificação do site) e concluiu que o filme é "Um pequeno thriller bacana que vai agradar a adolescentes e jovens adultos que não estão interessados em sustos e sangue coagulado, mas como um enredo razoavelmente executado, embora previsível."